# Нова демократична инициатива на Косово
Нова демократична инициатива на Косово (на албански: Iniciativa e Re Demokrarike e Kosovës, IRDK) е политическа партия за права на националното малцинство на циганите, ашкалите и гюптите в Косово. Основана е през 2001 г. Седалището й е разположено в град Печ, Косово. Председател на партията е Елберт Красничи.
Символът на партията се състои от три златни пирамиди, поставени на картата на Косово в синьо и заобиколен от 12 оранжеви звезди и абревиатурата IRDK.

## Участия в избори

### Парламентарни избори
| Избори | Гласове | %    | Общо места | Места за циганите | +/–          | Правителство             |
| ------ | ------- | ---- | ---------- | ----------------- | ------------ | ------------------------ |
| 2001   | 3 976   | 0,50 | 2 / 120    | 2 / 4             | 2            | –                        |
| 2004   | 2 658   | 0,39 | 2 / 120    | 2 / 4             | Безизменение | –                        |
| 2007   | 2 121   | 0,37 | 1 / 120    | 1 / 4             | 1            | –                        |
| 2010   | 1 690   | 0,24 | 1 / 120    | 1 / 4             | Безизменение | –                        |
| 2014   | 1 456   | 0,20 | 0 / 120    | 0 / 4             | 1            | –                        |
| 2017   | 1 520   | 0,21 | 0 / 120    | 0 / 4             | Безизменение | –                        |
| 2019   | 1 755   | 0,21 | 1 / 120    | 1 / 4             | 1            | Подкрепящи управляващите |
| 2021   | 3 305   | 0,38 | 1 / 120    | 1 / 4             | Безизменение | В коалиция               |